# Lafnitz
Lafnitz è un comune austriaco di 1 435 abitanti nel distretto di Hartberg-Fürstenfeld, in Stiria, Austria. Sorge sul corso superiore dell'omonimo fiume.